# Isak Glückstadt
Isak Moses Hartvig Glückstadt, född 22 april 1839, död 11 juni 1910, var en dansk finansman. Han var far till Emil Glückstadt.
Glückstadt blev 1872 ledare för Landmandsbanken, som trädde i verksamhet samma år. Banken kom att utvecklas på ett för skandinaviska förhållanden enastående sätt och tack vare Glückstadts skickliga ledning övervanns krisen 1908–10. Glückstadt tog även verksam del i skapandet av Köpenhamns frihamn och Det Østasiatiske Kompagni.